# Bec de l'Àguila
El Bec de l'Àguila és una muntanya situada entre els termes de Sant Vicent del Raspeig, Mutxamel i Xixona, a la comarca de l'Alacantí (País Valencià). Amb 475 metres d'altura, s'inclou en el conjunt de la serra de Llofriu, en el sistema prebètic valencià.
L'entorn està protegit com a microrreserva de flora des de 1999 i més recentment com a paratge natural municipal de Mutxamel des de 2022. A més a més aquesta muntanya s'inclou en la Zona d'Especial Protecció per a les Aus (ZEPA) del riu Montnegre.
A la zona del barranc del Cocons s'hi localitzen les restes de les antigues Mines de l'Ocre. La vegetació present al paratge està caracteritzada pels matolls termomediterranis i preestèpics Stipo-Sideritetum leucanthae (codi Natura 2000: 5330). La presència de vella lucentina, una espècie arbustiva endèmica d'aquestes contrades i molt vulnerable a la pressió humana ha provocat que haja disminuït significativament en els darrers anys.